# Villars-les-Bois
Villars-les-Bois is een gemeente in het Franse departement Charente-Maritime (regio Nouvelle-Aquitaine) en telt 256 inwoners (1999). De plaats maakt deel uit van het arrondissement Saintes.

## Geografie
De oppervlakte van Villars-les-Bois bedraagt 8,5 km², de bevolkingsdichtheid is 30,1 inwoners per km².
De onderstaande kaart toont de ligging van Villars-les-Bois met de belangrijkste infrastructuur en aangrenzende gemeenten.

## Demografie
Onderstaande figuur toont het verloop van het inwonertal (bron: INSEE-tellingen).